# دلتا گاو
دلتا گاو یک ستاره است که در صورت فلکی ثور قرار دارد.